# GSnJ 인스티튜트
GSnJ 인스티튜트는 조사연구사업, 각종 연구결과의 출판, 농업문제 및 농촌발전을 위한 학술회의 개최, 국내외 정부·연구기관·민간부문과의 정보교류 및 협력사업을 목적으로 이정환 전 한국농촌경제연구원 원장이 설립한 대한민국 농림축산식품부 소관의 재단법인이다. 연구위원은 주로 농업경제학 전공자들로 구성되어 있으며, 한국농촌경제연구원에서 은퇴한 석학들이 연구를 지속하는 경우가 많다. 사무실은 경기도 하남시 미사대로 550, 현대지식산업센터 한강미사 A동 9층 005호에 있다.

## 주요 연구
GSnJ 인스티튜트는 우리나라의 농축산업의 장·단기 발전을 위한 종합적인 조사 및 연구 사업을 수행하고 있다. 관련 연구 결과물로서 GSnJ 인스티튜트는 현재까지 100여 개가 넘는 연구과제를 진행하였으며, 또한 정기 간행물로서 《쌀가격동향》과 《한우동향》, 《시선집중》을 발간하고 있다. 추가로, 쌀 가격 예측 모형인 KORIS와 한우 가격 예측 모형인 KOCASS를 운용 중에 있다.

## 시선집중
시선집중은 우리나라의 농정현안에 대하여 각 분야의 전문가들이 집필하는 리포트이며 격주로 발간되고 있다. 또한, GSnJ 인스티튜트는 2015년부터 연초에 한 해 동안 우리나라 농업과 농촌이 직면하게 될 가장 중요한 위협과 기회를 함축하는 주제를 발표하고 있다.

### 2022년
- 2022년 한국 농업·농촌을 뜨겁게 달굴 다섯 가지 위협과 기회
- 신정부 농정, 어디를 향해 어떻게 가야 할까?
- ‘식량 슈퍼사이클’의 진입과 대응
- CPTPP에 가입하면 무엇이 달라지나?
- (수정판)식량안보, 솔직한 논의와 진정한 대책
- 갈림길에 선 한우산업
- (수정판)쌀값 문제, 쟁점 진단과 대안의 방향

### 2023년
- 2023년 한국 농업·농촌을 뜨겁게 달굴 다섯 가지 위협과 기회
- 이제 쌀값 정책의 대안을 논의하자 (1)
- 디지털 플랫폼이 이끄는 농업 혁신의 모습
- (수정판)이제 쌀값 정책의 대안을 말하자 (2)
- 노지스마트농업 추진의 쟁점과 과제 (1)
- (수정판)경영위험 완충 제도: 대안과 쟁점
- '지방소멸론’ : 실체, 비판, 대안
- 농업부문 재해위험 지원체계 보완이 필요하다.<개정판 준비중>
- (수정판) 농업 자연재해 위험 지원체계 구축 방향
- 동식물 위생(SPS) 조치의 WTO 분쟁 효과와 대응 방안
- 암소 감축, 한우산업의 장기 변동성 증폭에 주목

### 2024년
- 2024년 한국 농업·농촌을 뜨겁게 달굴 다섯 가지 위협과 기회
- 농·축협 조합 보험사업, 어떻게 바라보아야 하는가?
- 제13차 WTO 각료회의(MC13) 농업협상의 결렬, 어떻게 보아야 하나?
- 농산물 수입 검역에 대한 오해와 진실
- ‘농산업 경영체’ 개념 변화와 정책 과제
- 청년후계세대 농업인 육성, 영농승계가 중요하다.
- 한국농업, 트럼프 리스크에 대비해야

### 2025년
- 2025년 한국 농업·농촌을 뜨겁게 달굴 다섯 가지 위협과 기회
- 트럼프 2기 행정부의 관세 정책과 한국 농업의 준비
- 한국 농업·농촌 공적개발원조의 현황과 발전 방향 (1)

## 연구 보고서
최근 GSnJ 인스티튜트에서 수행한 주요 연구실적은 아래와 같다.
2018년
- 국산 농기계 동남아 수출 경쟁력 향상 방안 도출 (농림수산식품기술기획평가원)
- 한반도 신경제지도 구상을 위한 농업분야 협력방안 마련 (농림축산식품부)
- 2018년 양곡소비량조사 개선 연구용역 사업 (통계청)
- 관세 제로시대 한우산업 전략 (농협경제지주)
- 기부식품등제공사업의 사회적 효과에 관한 연구 용역 (한국사회복지협의회)
- 2018쌀관세 검증전략 수립방안 (농림축산식품부)
- 버섯수출통합조직 K-MUSH의 비전 및 목표수립을 위한 연구 (케이머쉬)
- K-MUSH 생산·품질관리 매뉴얼 연구제작 (케이머쉬)
- 대북 농업기술개발 협력 전략 (농촌진흥청)
- 농식품분야 분야별 핵심규제 현황과 정책과제 (농림축산식품부)

2019년
- 김정은 집권 이후 북한 농업 신태와 정책 변화 연구 (통일부)
- 지역농협 중소기업 지위인정 추진전략 수립연구 (농협경제지주)
- 양곡 전반의 수급과 가격안정을 위한 제도정비 방안 관련 연구 (농림축산식품부)
- 스마트농업 현장확산을 위한 지역단위 스마트농업 모델 개발 방안 (농촌진흥청)
- 의성군 스마트농업 추진전략 방안 연구용역 (의성군)
- 스마트팜 해외시장 분석 및 수출 지원방안 연구 (농림축산식품부)

2020년
- 농산물 가격 및 농가 경영 안정 정책방향과 대안 제시 (농어업·농어촌특별위원회)
- 예천군 매화마을 복합시설 원예단지 기본계획 수립 용역 (예천군)
- 일본 JA농협의 공제사업 운영 현황 및 시사점 (한국농촌경제연구원)
- EU 공동농업정책(2014-2020)의 성과와 한계 및 향후 전망에 대한 연구: 직불제 및 농촌개발정책을 중심으로 (국회입법조사처)
- 포스트 코로나시대의 한우산업 안정기반 구축을 위한 연구 (농협경제지주)

2021년
- 미얀마 채소종자 생산기반 구축 지원 사업 타당성 조사 용역 (한국농어촌공사)
- 키르기스스탄 채소종자 생산기반 구축 지원사업 타당성조사 용역 (한국농어촌공사)
- 남북 농업통합 준비단계에서의 세부 분야별 과제와 추진방안 (한국농촌경제연구원)
- 광역두만지역 스마트 농업 (농림수산식품교육문화정보원)
- 의성군 노지스마트농업 추진계획수립 연구용역 (의성군농업기술센터)
- 신재생에너지 연계형 스마트팜 단지조성 기본계획 및 타당성 용역 (ㅖ천군)
- 쌀 관세화 검증 경과 및 결과 분석 연구 (농림축산식품부)
- WTO 지역화 분쟁사례 분석과 국내 검역조치에 대한 시사점 발굴 (농림축산식품부)
- 일본 식량원조 사례 분석을 통한 국내 사업에 적용방안 (농림축산식품부)

2022년
- K-김치산업 혁신 클러스터 타당성 기초조사 연구용역 (전라남도)
- 대북제재 완화국면에서의 남북농업협력 과제와 추진 방안 (한국농촌경제연구원)
- 미래 유망식품산업 육성 연구 (농림축산식품부)
- 2022년 농식품 안전 정책 포럼 운영 (농림수산식품교육문화정보원)
- 농어촌상생기금 성과분석 및 활성화 방안 연구용역 (대·중소기업·농어업협력재단)
- 지속가능한 쌀 산업의 미래 연구용역 (농협경제지주)
- 농식품 정책 혁신을 위한 지식정보 공유·확산 (농림축산식품부)
- 2022년 의성군 쌀 수확기 대책에 관한 자문 연구용역 (의성군)
- 윤석열 정부 농정비전 및 중장기 정책방향 연구 (농어업·농어촌특별위원회)

2023년
- 농어업·농어촌 정책 국민 인식조사 (농어업·농어촌특별위원회)
- SDGs 협력을 통한 새로운 남북관계 형성 방안: 식량협력 (통일연구원)
- 아세안+3 비상쌀 비축제(APTERR) 대상 품목 확대방안 연구 (농림축산식품부)
- 새만금 식량콤비나트 조성사업 타당성조사 연구용역 (김제시)
- 글로벌 통상환경 변화와 농업분야 대응과제 연구 (농림축산식품부)
- MC13 주요의제 분석과 협상대책 (대외경제정책연구원)
- 농촌사회의 변화와 농축협조합 보험사업 발전방향 연구 (농협생명보험, 농협손해보험)
- 농식품푸드밸리 조성 추진방안 연구용역 (의성군)
- 영농승계 실태조사 및 활성화 방안 연구 (농림축산식품부)
- 최근 BRICS 확대가 한국의 경제안보에 주는 정책 시사점 (전략물자연구소)
- 춘천시 푸드테크산업 종합육성계획 연구 용역 (춘천시)

2024년
- 협동조합 발전포럼 (농협경제연구소)
- 도 축산연구기관과의 R&D 협업 전략체계 수립 연구 (국립축산과학원)
- 전략작물직불제 중장기 발전방향 연구 (농협경제지주)
- 공공비축미 매입방식 개선방안 연구 (농림축산식품부)
- 성주군 농촌돌봄마을 시범단지 조성사업 프로그램 개발 및 운영방안 연구용역 (성주군)
- 농산물우수관리 인증제도 중장기 발전방안 연구 (농림축산식품부)
- 농축협 조합원 제도 및 조합 역할 개선 연구 (농림축산식품부)
- 농지청약 사업 추진 로드맵과 운영 매뉴얼 작성 (한국농어촌공사)
- 농업외교 전략 수립 방향 연구 (농림축산식품부)
- 의성 노지스마트농업 시범사업 포럼운영 용역 (의성군스마트농업사업단)
- 청년농업인 육성 및 지원 관련중장기 정책 방향 및 과제 (농어업·농어촌특별위원회)
- 의성군 식량산업종합계획 수립용역 (의성군)
- 쌀 산업 구조개혁 대책 수립 방안 연구 (농림축산식품부)
- 전략작물직불제도 활성화 방안 연구 (농림축산식품부)

## 농업·농촌의 길
GSnJ 인스티튜트는 우리나라 농정의 최대 쟁점 사항에 대하여 관련 전문가들과 함께 논의하는 '농업·농촌의 길' 심포지엄을 매년 11월 개최하고 있다. 가장 최근 농업·농촌의 길 심포지엄에서는 대통령 소속 농어업·농어촌특별위원회, 농촌진흥청, 한국농어촌공사 농어촌연구원, 농림식품기술기획평가원, 대외경제정책연구원, 농수축산신문이 주관기간으로 참여했으며, 국립농산물품질관리원, 농림수산식품교육문화정보원, 농업정책보험금융원, 농협중앙회, 농협경제지주, NH농협생명, NH농협손해보험, 교보 대산농촌재단, 서울특별시농수산식품공사, 의성군, 한국농수산식품유통공사, 한국농업기술진흥원, 한국마사회, 농민신문사, 축산신문, 한국농어민신문이 후원기관으로 참여했다.
- 2009년 - 농업·농촌, 새로운 소득기회로 가는 길을 찾다
- 2010년 - 농업·농촌, 미래를 말하다
- 2011년 - 한국 농업·농촌·농정의 진화
- 2012년 - 격동하는 동아, 굽이치는 소비자 트렌드
- 2013년 - 통찰과 변화
- 2014년 - 농정개조와 새로운 가치창출
- 2015년 - 신시대, 농업·신농정
- 2016년 - 격돌과 논전
- 2017년 - 한국 농업·농촌의 혁 진정한 농정개혁을 위하여
- 2018년 - 격동하는 국내외 정세와 농업·농촌의 길
- 2019년 - 농업 농촌의 New Wave, 르네상스는 올까?
- 2020년 - 거대한 변화, 농업·농촌의 뉴노멀
- 2021년 - 거대한 변화, 그 충격과 농업·농촌의 담대한 대응
- 2022년 - 새로운 시대, 농업 농촌의 길 (발표자료)
- 2023년 - 한국 농업·농촌의 미래 : 도전과 대응 (발표자료)
- 2024년 - 지역소멸위기 속 농업·농촌은 어떻게 대응할 것인가? (발표자료)